# Stawiski
Stawiski este un oraș în Polonia.